# Lieffrens
Lieffrens (Lyèfrin  en patois fribourgeois) est une localité et une ancienne commune suisse du canton de Fribourg, située dans le district de la Glâne.

## Histoire
Constituée de fermes isolées dans la Haute-Glâne, la localité de Lieffrens est à l'écart des grands axes de communication. Partie de la seigneurie de Rue au Moyen Âge, l'ancienne commune fut incorporé au bailliage de Rue de 1536 à 1798, aux districts de Romont de 1798à 1803), de Rue de 1803 à 1830 et à nouveau de Romont de 1831 à 1848. Une famille de Lieffrens est déjà attestée aux XIVe et XVe siècle. Un acte de 1247 mentionne une église à Lieffrens, qui fut peut-être le siège de la paroisse avant qu'il ne soit transféré à Vuisternens-devant-Romont à une date inconnue. Depuis 1934, le village forme une paroisse avec Sommentier où se trouve l'église paroissiale. L'oratoire de Notre-Dame du Rosaire a été restauré en 1993. Le village a conservé son caractère rural (agriculture, élevage et production de lait).
Depuis 2003, Lieffrens fait partie de la commune de Vuisternens-devant-Romont.

## Toponymie
1147 : Leifres
XIIe siècle : Lenfrens

## Démographie
Lieffrens comptait 58 habitants en 1811, 90 en 1850, 116 en 1900, 95 en 1950, 59 en 2000. 